# Mourens
Mourens es una población y comuna francesa, situada en la región de Aquitania, departamento de Gironda, en el distrito de Langon y cantón de Sauveterre-de-Guyenne. Produce vino de Burdeos en la AOC Bordeaux Haut-Benauge.

## Demografía
| 416 | 434 | 385 | 382 | 341 | 358 |
| Para los censos de 1962 a 1999 la población legal corresponde a la población sin duplicidades (Fuente: INSEE [Consultar]) |     |     |     |     |     |